# Lúcia Faria
Lúcia Faria Alegria Simões (Rio de Janeiro, 11 de novembro de 1945 — 29 de janeiro de 2024) também conhecida como Lúcia Faria, foi uma equestre brasileira que conquistou prêmios em vários países. Foi renomada como uma talentosa desenhadora de percursos para competições.
Além de suas conquistas como atleta, Lúcia também desempenhou um papel significativo na formação de diversos atletas na escola Paddock, perto de Petrópolis. Em 2020, Lúcia foi eleita vice-presidente da Federação Equestre do Estado do Rio de Janeiro (FEERJ).

## Carreira
Sua paixão pelo hipismo começou quando montava na fazenda de um tio em Petrópolis, por volta de seus 10 anos, em 1955, no hotel chamado Quitandinha com seus pais. Seu primeiro cavalo levou o nome de “Rush Du Camp”.
De junho de 1960 até 1964, aos 14 anos, ela competiu nos Campeonatos Brasileiros de Hipismo no Rio de Janeiro. Ela usou um cavalo emprestado de seu amigo, chamado Havaí. Nesse campeonato, Lúcia ficou em segundo lugar.
Em 1968, ela competiu nos Jogos Olímpicos do México, onde estabeleceu um recorde de largura de obstáculos “oxer” ao saltar 2,20 metros. Além disso, Lúcia passou três anos competindo na Europa, alcançando vitórias notáveis nos Grandes Prêmios de La Baulle e Hertogenbosh, e conquistando o segundo lugar no Grande Prêmio de Roma. Ela também se destacou como Bi Campeã Sul Americana.

## Resultados[7][1]
| Jogos         | Idade | Cidade           | Evento                  | Posição |
| ------------- | ----- | ---------------- | ----------------------- | ------- |
| Verão de 1968 | 22    | Cidade do México | Salto misto, individual | 12      |
| Verão de 1968 | 22    | Cidade do México | Salto misto, em equipe  | 7       |

| Jogos         | Idade | Cidade           | Cavalo       | Fase                | Posição | Faltas |
| ------------- | ----- | ---------------- | ------------ | ------------------- | ------- | ------ |
| Verão de 1968 | 22    | Cidade do México | Rush du Camp | Classificação final | 12      | 19.25  |
| Verão de 1968 | 22    | Cidade do México | Rush du Camp | Primeira rodada     | 8       | 7.25   |
| Verão de 1968 | 22    | Cidade do México | Rush du Camp | Segunda rodada      | 11      | 12.00  |

| Jogos         | Idade | Cidade           | Cavalo       | Fase                | Posição | Faltas |
| ------------- | ----- | ---------------- | ------------ | ------------------- | ------- | ------ |
| Verão de 1968 | 22    | Cidade do México | Rush du Camp | Classificação final | 7       | 44.75  |
| Verão de 1968 | 22    | Cidade do México | Rush du Camp | Primeira rodada     | 9       | 24.75  |
| Verão de 1968 | 22    | Cidade do México | Rush du Camp | Segunda rodada      | 4       | 20.00  |